# Michał Szwed
Michał Szwed (ur. 13 września 1856 w Białymstoku, zm. 22 marca 1920 w Moskwie) – polsko-rosyjski pisarz, tworzący od 1890 do 1907. Zamordowany został w 1920 przez Czekę. 

## Życiorys
Urodził się w 1856 w Białymstoku, jako trzeci syn Daniela Szweda. Jego matka zmarła, gdy miał 4 lata. Uczył się w Cesarskim Uniwersytecie Warszawskim. W 1890 napisał pierwszą nowelę, Opowieść o Oskarze z Anglii. Od 1890 do 1910 wydał kilkanaście utworów, m.in. cykl Wiersze (1905). W 1907 przeprowadził się do Moskwy. Od 1919 cierpiał na chorobę Alzheimera. W 1920 został zamordowany przez Czekę, nie wiadomo gdzie został pochowany.

## Ważniejsze dzieła
Opracowano na podstawie źródła. 
- Opowieść o Oskarze z Anglii (1890)
- O Janku Rozbójniku (1896)
- Historia pięknej miłości (1897)
- Wiersz miłosny (1901)
- cykl Wiersze (1905), w tym: O Adamie i Arturze; Opowieść natury i Wiersz o Jacku Soplicy[3]